# Manuel Teixeira Gomes
Manuel Teixeira Gomes, (phát âm tiếng Bồ Đào Nha: [mɐnuˈɛɫ tɐjˈʃɐjɾɐ ˈɡomɨʃ]; 27 tháng 5 năm 1860 – 18 tháng 10 năm 1941) là chính trị gia và nhà văn người Bồ Đào Nha. Ông giữ chức Tổng thống Bồ Đào Nha thứ 7 giữa 5 tháng 10 năm 1923 và 11 tháng 12 năm 1925.